# 本牧元町
本牧元町（ほんもくもとまち）は、神奈川県横浜市中区の町名。丁番を持たない単独町名である。住居表示実施済み区域。

## 地理
中区の南部にある本牧地区に位置し、西に本牧三之谷、東に錦町、南東にかもめ町と豊浦町、南西に本牧大里町、北に本牧原と接している。

### 地価
住宅地の地価は、2025年（令和7年）1月1日の公示地価によれば、本牧元町24-18の地点で28万9000円/m²となっている。

## 歴史

### 沿革
- 1933年（昭和8年）4月1日 - 本牧町字牛込、八王子、八王子奥の各一部をもって本牧元町を新設[7]。
- 1956年（昭和31年）4月24日 - 本牧三之谷の一部を編入。本牧町との境界の調整[8]。
- 1959年（昭和34年）5月12日 - 本牧町、本牧三之谷との境界の調整[9]。
- 1966年（昭和41年）12月2日 - 埋立地の一部を編入[9]。
- 1967年（昭和42年）11月10日 - 埋立地の一部を編入[10]。
- 1968年（昭和43年）12月1日 - 埋立地の一部を編入[10]。
- 1969年（昭和44年）2月1日 - 埋立地の一部を編入[10]。
- 1986年（昭和61年）7月21日 - 本牧元町の一部を本牧原へ編入[11]。
- 1994年（平成6年）9月26日 - 住居表示の実施に伴い、本牧元町の一部を本牧三之谷へ編入。本牧大里町との境界を変更する[12]。

## 世帯数と人口
2025年（令和7年）6月30日現在（横浜市発表）の世帯数と人口は以下の通りである。
| 町丁     | 世帯数    | 人口    |
| -------- | --------- | ------- |
| 本牧元町 | 2,135世帯 | 4,271人 |

### 人口の変遷
国勢調査による人口の推移。
| 年                 | 人口  |
| ------------------ | ----- |
| 1995年（平成7年）  | 4,382 |
| 2000年（平成12年） | 4,469 |
| 2005年（平成17年） | 4,468 |
| 2010年（平成22年） | 4,592 |
| 2015年（平成27年） | 4,459 |
| 2020年（令和2年）  | 4,339 |

### 世帯数の変遷
国勢調査による世帯数の推移。
| 年                 | 世帯数 |
| ------------------ | ------ |
| 1995年（平成7年）  | 1,754  |
| 2000年（平成12年） | 1,791  |
| 2005年（平成17年） | 1,790  |
| 2010年（平成22年） | 1,867  |
| 2015年（平成27年） | 1,846  |
| 2020年（令和2年）  | 1,807  |

## 学区
市立小・中学校に通う場合、学区は以下の通りとなる（2024年11月時点）。
| 番地 | 小学校               | 中学校             |
| ---- | -------------------- | ------------------ |
| 全域 | 横浜市立本牧南小学校 | 横浜市立大鳥中学校 |

## 事業所
2021年現在の経済センサス調査による事業所数と従業員数は以下の通りである。
| 町丁     | 事業所数 | 従業員数 |
| -------- | -------- | -------- |
| 本牧元町 | 80事業所 | 507人    |

### 事業者数の変遷
経済センサスによる事業所数の推移。
| 年                 | 事業者数 |
| ------------------ | -------- |
| 2016年（平成28年） | 86       |
| 2021年（令和3年）  | 80       |

### 従業員数の変遷
経済センサスによる従業員数の推移。
| 年                 | 従業員数 |
| ------------------ | -------- |
| 2016年（平成28年） | 336      |
| 2021年（令和3年）  | 507      |

## 施設
- 横浜市立本牧南小学校
- 横浜本牧元町郵便局
- 本牧臨海公園

## その他

### 日本郵便
- 郵便番号：231-0822[3]（集配局：横浜港郵便局[22]）

### 警察
町内の警察の管轄区域は以下の通りである。
| 番・番地等 | 警察署     | 交番・駐在所   |
| ---------- | ---------- | -------------- |
| 全域       | 山手警察署 | 本牧三之谷交番 |